# Box-office Allemagne 2010
Cet article traite du box-office de 2010 en Allemagne.

## Les millionaires
Par pays d'origine des films (Pays producteur principal)
- États-Unis : 27 films
- Allemagne : 3 films
- Royaume-Uni : 2 films
- Belgique : 1 film
- Total : 33 films

| Classement | Titre                                                | Pays | Réalisateur                      | Entrées Allemagne |
| ---------- | ---------------------------------------------------- | ---- | -------------------------------- | ----------------- |
| 1.         | Harry Potter et les Reliques de la Mort - 1re partie |      | David Yates                      | 5 835 503         |
| 2.         | Raiponce                                             |      | Nathan Greno et Byron Howard     | 3 931 585         |
| 3.         | Twilight - Chapitre III : Hésitation                 |      | David Slade                      | 3 861 568         |
| 4.         | Inception                                            |      | Christopher Nolan                | 3 426 456         |
| 5.         | Alice au pays des merveilles                         |      | Tim Burton                       | 2 968 430         |
| 6.         | Sex and the City 2                                   |      | Michael Patrick King             | 2 569 498         |
| 7.         | Moi, moche et méchant                                |      | C.Renaud / P.Coffin              | 2 508 210         |
| 8.         | Shrek 4 : Il était une fin                           |      | Mike Mitchell                    | 2 436 930         |
| 9.         | Copains pour toujours                                |      | Dennis Dugan                     | 2 097 177         |
| 10.        | Sherlock Holmes                                      |      | Guy Ritchie                      | 1 731 301         |
| 11.        | Dragons                                              |      | D.DeBlois / C.Sanders            | 1 625 651         |
| 12.        | Friendship!                                          |      | Markus Goller                    | 1 613 567         |
| 13.        | Prince of Persia : Les Sables du Temps               |      | Mike Newell                      | 1 610 233         |
| 14.        | Toy Story 3                                          |      | Lee Unkrich                      | 1 591 518         |
| 15.        | Robin des Bois                                       |      | Ridley Scott                     | 1 524 773         |
| 16.        | Animaux et Cie                                       |      | Reinhard Klooss et Holger Tappe  | 1 514 087         |
| 17.        | Shutter Island                                       |      | Martin Scorsese                  | 1 484 491         |
| 18.        | Karate Kid                                           |      | Harald Zwart                     | 1 452 703         |
| 19.        | Mange, prie, aime                                    |      | Ryan Murphy                      | 1 436 770         |
| 20.        | Le Monde de Narnia : L'Odyssée du Passeur d'Aurore   |      | Michael Apted                    | 1 422 158         |
| 21.        | Date Limite                                          |      | Todd Phillips                    | 1 389 406         |
| 22.        | Le Choc des Titans                                   |      | Louis Leterrier                  | 1 355 315         |
| 23.        | Le Dernier Maître de l'Air                           |      | M. Night Shyamalan               | 1 309 813         |
| 24.        | Mon beau-père et nous                                |      | Paul Weitz                       | 1 285 313         |
| 25.        | The Tourist                                          |      | Florian Henckel von Donnersmarck | 1 272 728         |
| 26.        | Resident Evil: Afterlife                             |      | Paul W. S. Anderson              | 1 144 082         |
| 27.        | Marmaduke                                            |      | Tom Dey                          | 1 132 746         |
| 28.        | Pas si simple                                        |      | Nancy Meyers                     | 1 110 038         |
| 29.        | Vincent, ses amis et sa mer                          |      | Ralf Huettner                    | 1 109 849         |
| 30.        | Sexy Dance                                           |      | Jon Chu                          | 1 052 664         |
| 31.        | Le Voyage Extraordinaire de Samy                     |      | Ben Stassen                      | 1 022 205         |
| 32.        | Night and Day                                        |      | James Mangold                    | 1 021 217         |
| 33.        | Iron Man 2                                           |      | Jon Favreau                      | 1 013 795         |